# Nebridia parva
Nebridia parva là một loài nhện trong họ Salticidae.
Loài này thuộc chi Nebridia. Nebridia parva được Cândido Firmino de Mello-Leitão miêu tả năm 1945.